# Ateleia albolutescens
Ateleia albolutescens är en ärtväxtart som beskrevs av Robert H Mohlenbrock. Ateleia albolutescens ingår i släktet Ateleia och familjen ärtväxter. Inga underarter finns listade i Catalogue of Life.